# Црква Светих цара Константина и царице Јелене у Великом Трновцу
Црква Светих цара Константина и царице Јелене у Великом Трновцу, насељеном месту на територији Општине Бујановац, православни је храм који припада Епархији врањској Српске православне цркве.
Подаци о години изградње цркве посвећеној Светим цару Константину и царици Јелени изграђена нису сачувани, али се зна да је постојала још у време Немањића, као метох манастира Хиландара. Првобитна црква постојала је све до српско-турског рата 1878. године када је, због одлуке Берлинског конгреса да овај простор остане на територији Османског царства, потпуно срушена. Обновљена је у периоду од 1936. до 1937. године.
Нажалост, због свог положаја (налази се у етнички чисто албанском селу), била је изложена разарању и уништавању и током Другог светског рата. Обновљена је 1990. године, али је због борби у Копненој зони безбедности 1999 — 2000. године поново девастирана, да би 2001. и 2002. године била обновљена и заштићена.
На дан Светих равноапостолних цара Константина и царице Јелене (3. јуна) служи се света Литургија у присуству великог броја верника, чији преци потичу из села Велики и Мали Трновац и околине Бујановца.